# Pikilia

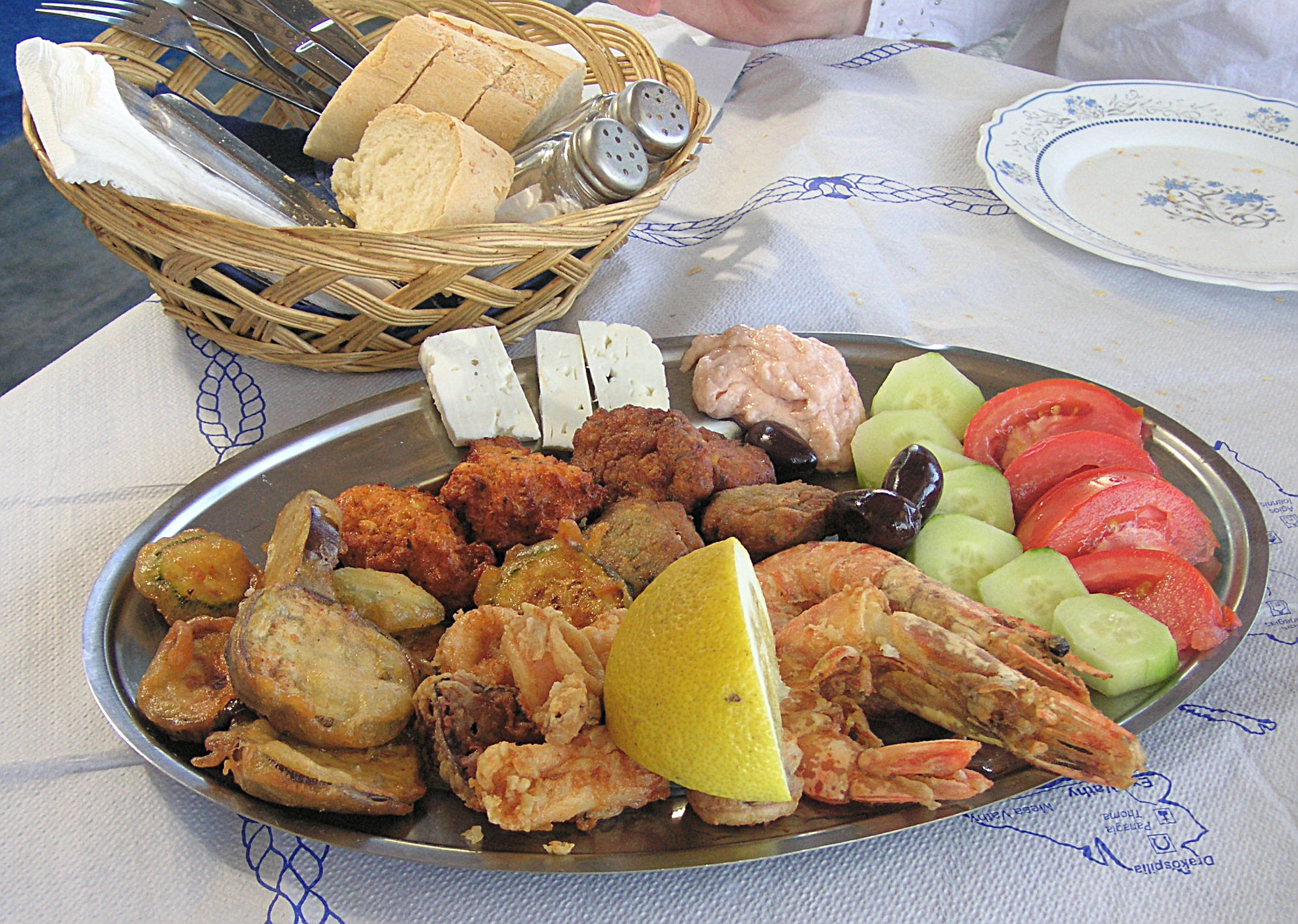
Ejemplo de pikilia.

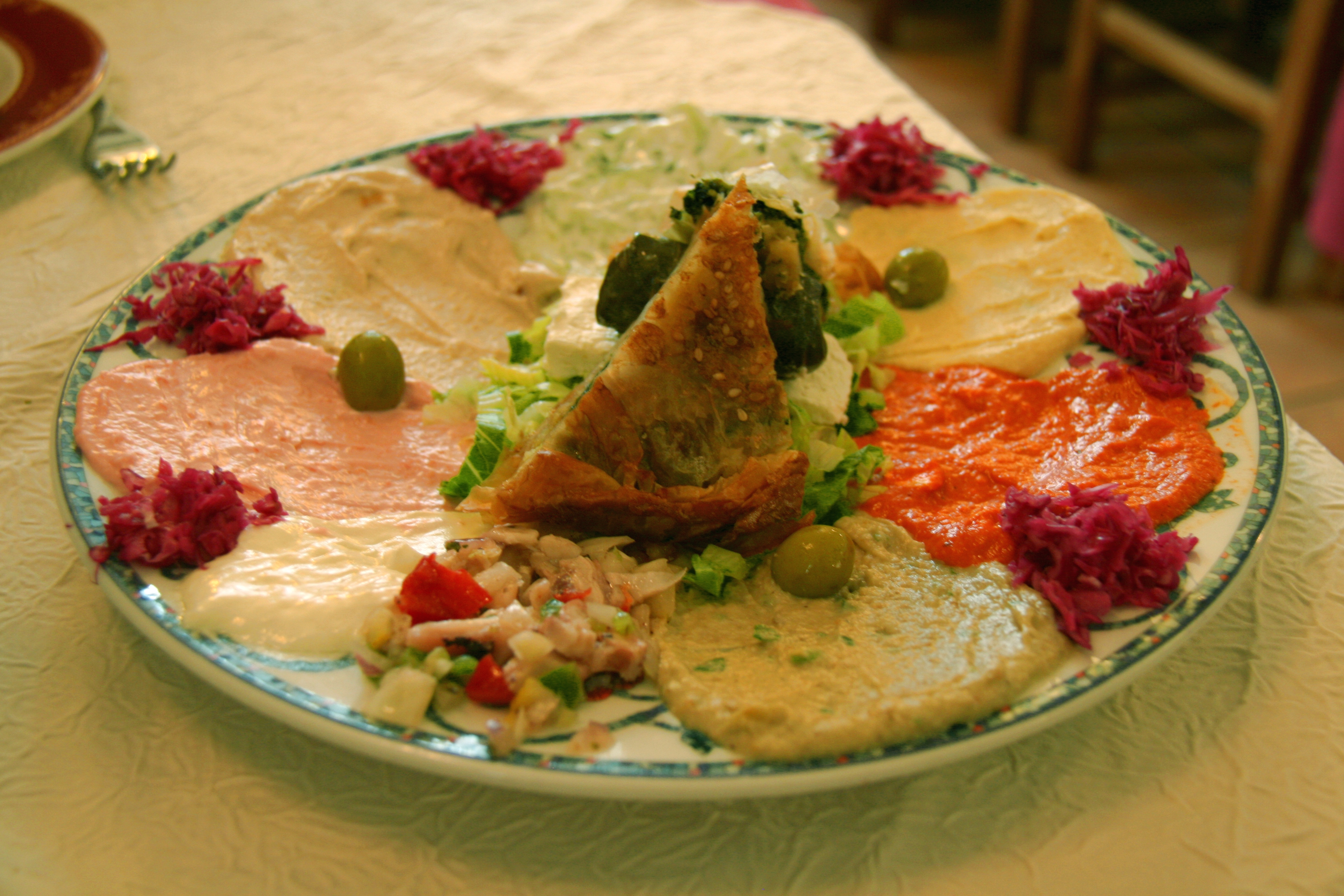
Pikilia compuesto principalmente por salsas.

El pikilia (del griego ποικιλία poikilía, ‘surtido’) es un plato servido en los restaurantes griegos y que contiene, según el local y el nombre completo del plato, una variedad de productos típicos que se toma como entrante o degustación.
Es frecuente que el pikilia incluya trozos de carne (cerdo, pollo, ternera, salchicha...), patatas o ensalada, y algún pescado o marisco, como pulpo, calamar, gambas, etcétera que se sirva en el restaurante. También es frecuente que incluya pequeñas cantidades de los platos del restaurante, incluso una pequeña cantidad de cada entrante, así como diversas salsas o purés (tzatziki, taramosalata, etcétera) e incluso trozos de spanakotiropita o similar.
El pikilia es un plato común en los restaurantes griegos, y se sirve a menudo como un solo plato para compartir entre todos los comensales.